# Juan Berrocal González
Juan Berrocal González (Jerez de la Frontera, 5 de febrero de 1999) es un futbolista español que juega como defensa en el Atlanta United F. C. de la Major League Soccer, cedido por el Getafe C. F.

## Trayectoria
Berrocal fue titular en el División de Honor Juvenil en su primer año en la categoría. Formado en la cantera del Sevilla F. C., fue internacional con la selección sub-19 dirigida por Luis de la Fuente. Tras pasar por el juvenil A  llegó al Sevilla Atlético, debutando en Segunda División el 3 de septiembre de 2017, en partido frente a la Cultural y Deportiva Leonesa en que perdieron por 1-2. En 2018 debutó con el primer equipo disputando tres partidos de las primeras rondas de la Liga Europa de la UEFA 2018-19.
En septiembre de 2020 fue cedido por una temporada al C. D. Mirandés. En julio de 2021, después de renovar su contrato con el club hispalense, fue cedido con opción de compra al Real Sporting de Gijón.
El 11 de julio de 2022 se desvinculó definitivamente del Sevilla F. C. después de hacerse oficial su fichaje por la S. D. Eibar hasta junio de 2024. En esos dos años disputó un total de 73 encuentros en los que marcó dos goles.
El 19 de agosto de 2024 fue traspasado al Getafe C. F. y firmó un contrato por tres temporadas. Tras la primera de ellas fue cedido con una opción de compra al Atlanta United F. C.

## Estadísticas

### Clubes
Actualizado al último partido disputado en mayo de 2025.
| Club                            | Div.          | Temporada     | Liga  | Liga  | Copas nacionales | Copas nacionales | Copas internacionales | Copas internacionales | Total | Total |
| Club                            | Div.          | Temporada     | Part. | Goles | Part.            | Goles            | Part.                 | Goles                 | Part. | Goles |
| ------------------------------- | ------------- | ------------- | ----- | ----- | ---------------- | ---------------- | --------------------- | --------------------- | ----- | ----- |
| Sevilla Atlético · España       | 2.ª           | 2017-18       | 30    | 0     | —                | —                | —                     | —                     | 30    | 0     |
| Sevilla Atlético · España       | 2.ª B         | 2018-19       | 25    | 0     | —                | —                | —                     | —                     | 25    | 0     |
| Sevilla Atlético · España       | 2.ª B         | 2019-20       | 23    | 0     | —                | —                | —                     | —                     | 23    | 0     |
| Sevilla Atlético · España       | Total club    | Total club    | 78    | 0     | 0                | 0                | 0                     | 0                     | 78    | 0     |
| Sevilla F. C. · España          | 1.ª           | 2018-19       | 0     | 0     | 0                | 0                | 3                     | 0                     | 3     | 0     |
| Sevilla F. C. · España          | Total club    | Total club    | 0     | 0     | 0                | 0                | 0                     | 0                     | 3     | 0     |
| C. D. Mirandés · España         | 2.ª           | 2020-21       | 38    | 2     | 1                | 0                | —                     | —                     | 39    | 2     |
| C. D. Mirandés · España         | Total club    | Total club    | 38    | 2     | 1                | 0                | 0                     | 0                     | 39    | 2     |
| Real Sporting de Gijón · España | 2.ª           | 2021-22       | 28    | 0     | 4                | 0                | —                     | —                     | 32    | 0     |
| Real Sporting de Gijón · España | Total club    | Total club    | 28    | 0     | 4                | 0                | 0                     | 0                     | 32    | 0     |
| S. C. Eibar · España            | 2.ª           | 2022-23       | 35    | 1     | 1                | 0                | —                     | —                     | 36    | 1     |
| S. C. Eibar · España            | 2.ª           | 2023-24       | 36    | 1     | 1                | 0                | —                     | —                     | 37    | 1     |
| S. C. Eibar · España            | Total club    | Total club    | 71    | 2     | 2                | 0                | 0                     | 0                     | 73    | 2     |
| Getafe C. F. · España           | 1.ª           | 2024-25       | 19    | 0     | 2                | 0                | —                     | —                     | 21    | 0     |
| Getafe C. F. · España           | Total club    | Total club    | 19    | 0     | 2                | 0                | 0                     | 0                     | 21    | 0     |
| Total carrera                   | Total carrera | Total carrera | 234   | 4     | 9                | 0                | 3                     | 0                     | 246   | 4     |

## Palmarés

### Títulos internacionales
| Título                 | Club          | País     | Año  |
| ---------------------- | ------------- | -------- | ---- |
| Liga Europa de la UEFA | Sevilla F. C. | Alemania | 2020 |

### Distinciones individuales
| Distinción                                 | Año     |
| ------------------------------------------ | ------- |
| Miembro del Once de Bronce de Fútbol Draft | 2019-20 |